# Visit to a Small Planet
Visit to a Small Planet is een Amerikaanse filmkomedie uit 1960 onder regie van Norman Taurog. Destijds werd de film in Nederland uitgebracht onder de titel Jerry als ruimtevaarder.

## Verhaal
Het ruimtewezen Kreton heeft een fascinatie voor mensen. Tegen de wil van zijn leraar in verlaat hij zijn planeet om op aarde de mensheid te bestuderen. Hij komt terecht in het gezin van een bekende journalist die niet gelooft in buitenaards leven en vliegende schotels.

## Rolverdeling
| Acteur         | Personage          |
| -------------- | ------------------ |
| Jerry Lewis    | Kreton             |
| Joan Blackman  | Ellen Spelding     |
| Earl Holliman  | Conrad             |
| Fred Clark     | Majoor Spelding    |
| John Williams  | Delton             |
| Jerome Cowan   | George Abercrombie |
| Gale Gordon    | Bob Mayberry       |
| Lee Patrick    | Rheba Spelding     |
| Milton Frome   | Commissaris        |
| Ellen Corby    | Mabel Mayberry     |
| Barbara Lawson | Desdemona          |

## Prijzen en nominaties
| Jaar | Prijs  | Categorie                          | Genomineerde(n)                                       | Uitslag     |
| ---- | ------ | ---------------------------------- | ----------------------------------------------------- | ----------- |
| 1960 | Oscars | Beste productieontwerp (zwart-wit) | Hal Pereira Walter Tyler Samuel M. Comer Arthur Krams | Genomineerd |